# Haus der Sünde
Haus der Sünde (Originaltitel: L’Apollonide (Souvenirs de la maison close)) ist ein französisches Filmdrama von Bertrand Bonello aus dem Jahre 2011. Der Film lief im Wettbewerb der Internationalen Filmfestspiele von Cannes 2011 und startete am 19. April 2012 in Deutschland.

## Handlung
Im „Apollonide“, einem Edelbordell im Paris des Jahres 1900. Zwölf junge Frauen leben dort unter dem strengen Regime der Madame und lesen ihren Kunden jeden Wunsch von den Lippen ab. Sie sind schön, verführerisch und gleichzeitig hoch verschuldet, sodass ein Leben in Freiheit und einem gutbürgerlichen Leben wohl niemals zu realisieren ist. Dem edlen Hause droht aufgrund gnadenloser Mieterhöhungen die baldige Schließung, weswegen Madame Marie-France sich hilfesuchend in einem Brief an den Präfekten der Stadt Paris wendet. Einstweilen jedoch läuft das Leben im Apollonide in geordneten Bahnen. Die Huren pflegen Gesellschaft mit ihren Freiern, geben sich Spielen hin, legen Orakel, lassen durch Reiben Gläser melodisch erklingen, baden übermütig in einem Teich, beraten sich bei wichtigen Verrichtungen im Intimbereich und kuscheln in ausladenden Betten liebevoll zusammen. Doch es gibt auch dramatische Ereignisse mit den Freiern als die Prostituierte Madeleine, „die Jüdin“, davon träumt, dass ihr Stammkunde ihr einen Heiratsantrag macht. Er fesselt ihr im Liebesspiel ihre Handgelenke an den Bettpfosten, lässt die Klinge seines Messers über ihren Körper gleiten, führt es ihr dann in den Mund und schneidet ihre Wangen am Lippenwinkel auf. Nach Wochen verheilt, hinterlässt die Wunde eine Narbe in Form eines melancholischen Lächelns auf Madeleines Gesicht. Aufgrund dieser Entstellung kann sie nicht mehr praktizieren und wird von den Kunden ferngehalten. So kümmert sie sich um die Hausverwaltung. An ihre Stelle für die Liebesdienste tritt ein Neuankömmling: die 15-jährige Pauline. Bei ihrer Vorstellung fragt die Betreiberin des Hauses, ob sie je heiraten wolle, und fügt hinzu, dass keine Prostituierte je eine Chance habe, von einem ihrer Freier wirklich in ein bürgerliches Leben hinübergerettet zu werden. Pauline hingegen betont, dass es ihr um ihre persönliche Freiheit gehe. Während die Frauen die neu angekommene Pauline in die Geheimnisse des Geschäftes einweihen, gibt sich Clotilde dem Opium hin und Madelaine findet überraschenderweise dennoch einen Interessenten. Jaques zeigt Interesse an ihr und entführt sie zu einem burlesk-irrationalen Fest, wo sie für Stunden zum begafften Objekt grausam-lüsterner und kleinwüchsiger Menschen wird.
Mit der Zeit macht auch Pauline verstörende Erfahrungen mit einem Freier, der mit ihr gemeinsam in einer Wanne voller Sekt baden will, während ein anderer sie in die Rolle einer Geisha zwingt. Ihre Gefährtin Léa ist zugleich einem anderen Freier zu Diensten, indem sie eine leblose, sich nur mechanisch bewegende Puppe mimt, die von dem Mann vergewaltigt wird. Doch gehen die lustvollen Interaktionen auch an den Gefühlen der Freier nicht spurlos vorbei, einige von ihnen verlieben sich in die Huren und machen ihnen Hoffnungen auf eine gemeinsame Zukunft. Dann liegt es in den Händen der Frauen, einem Freier, den sie nicht mehr sehen möchten, durch das Übersenden eines Bündels Schamhaare klarzumachen, dass er nicht mehr erwünscht sei. Doch auch Verehrer wenden sich ab, wie Maurice, der erfährt, dass bei seiner Lieblingsgespielin Julie Syphilis diagnostiziert wurde. Als sie stirbt bleiben ihre Freundinnen, in einem Reigen trauervoll tanzend, zurück.
Als Pauline zufällig den Brief des Präfekten liest, in dem dieser der Madame mitteilt, dass er ihr nicht helfen könne, nimmt sie wieder Abschied aus dem Freudenhaus. Kurz vor seiner endgültigen Auflösung ergießt sich das „Apollonide“ noch einmal in die Pracht eines Maskenballs zum Nationalfeiertag am 14. Juli.

## Hintergrund
Die Entstehung des Projekts war eine Verschmelzung zweier Filmideen, an die Bertrand Bonello gedacht hatte. Etwa zehn Jahre zuvor hatte er versucht, einen Film über moderne Bordelle zu machen, aber das Projekt war abgebrochen worden. Nach Abschluss von On War (2008) beschloss Bonello, dass sein nächster Film sich mit der Dynamik innerhalb einer Gruppe von Frauen befassen sollte, und sein Partner schlug einen Film über Prostituierte in einer historischen Umgebung vor. Der Regisseur interessierte sich dann für den Aspekt eines Bordells als abgeschlossene Welt aus der Sicht der Prostituierten. Die Idee einer Narbe in Form eines Lächelns stammt aus dem Film Der Mann, der lacht (1928), einer Adaption des gleichnamigen Romans von Victor Hugo. Bonello sagt, er habe zwei Nächte hintereinander von dem Film geträumt, während er House of Tolerance schrieb, und sich entschieden, eine weibliche Figur mit einer solchen Narbe aufzunehmen.
Die Dreharbeiten begannen am 31. Mai 2010 in Saint-Rémy-lès-Chevreuse und dauerten acht Wochen. Der Film wurde auf einem durchgehenden Set aufgenommen, wodurch sich die Kamera ohne Schnitte zwischen den Räumen bewegen konnte. Bonello entschied sich dafür, die Kamera auf die Mädchen und fast nie auf ihre Kunden zu richten. Er erklärte: „Es verstärkt den Eindruck, dass die Prostituierte über dem Kunden steht. Ich sagte den Schauspielerinnen: ‚Seid vorsichtig, ich will zwölf intelligente Mädchen.' Es war mir sehr wichtig: Sie lassen sich nicht täuschen, sie sind starke Frauen.“
Bereits in den ersten Bildern stößt der Film zum Kern seiner Handlung vor, zu jenem Moment, in dem einer ihrer Freier, François, die Prostituierte Madeleine mit einem Messer verstümmeln wird. Noch ist die Vorwegnahme verschleiert, erscheint der Täter hinter einer Maske in einem Traum, den Madeleine ihrem Freier kurz darauf noch vertrauensvoll berichtet. Doch nur wenige Szenen später wird die Begegnung real, geht das brutale Ereignis seinen Gang, und Madeleine wird sich von diesem Moment an nicht mehr davon befreien können, schrecklich und visionär zieht er sich in ihren immer wieder fiebrig dargelegten Erinnerungen durch den ganzen Film, Zuschauer und Opfer nicht mehr freigebend.

## Kritiken
Auf der offiziellen Website zum Film hieß es: „Wahrlich ist es nicht immer leicht für den Zuschauer, zu verstehen, was genau Bonello mit diesem Werk aufzeigen will, die Quintessenz geht in den vielen wechselnden Inszenierungen und Blickwinkeln auf die Dauer unter.“
Anke Leweke schrieb in Zeit online: „Bonellos Film verfolgt kein moralisches Ziel, ja nicht einmal ein narratives. Seine seltsame Schönheit zieht er aus der Gegenwärtigkeit, die er dem Alltag der Huren verleiht. […] In einer hypnotischen Szene tanzen sie selbstversunken zu Nights in White Satin. Es ist ein großartiger Moment, in dem es dem Kinobild gelingt, den Figuren jene Freiheit zu geben, die ihnen ihre Wirklichkeit verwehrt.“
Beim Hamburger Abendblatt wurde gewertet: „So ganz wird nicht klar, was Bonello sagen will. Sein Blick durchs Schlüsselloch bringt keine neuen Erkenntnisse, der Einbruch blutiger Gewalt, die sich in ständig wiederholenden Bildern eines messerwetzenden Freiers wie ein Leitfaden durch den Film zieht und die Verachtung der Männer beweisen soll, wirkt seltsam deplatziert.“
Das Lexikon des internationalen Films nannte den Film Ein opulentes Sittengemälde als Abgesang auf die Belle Epoque, der mit dem Métro-Bau die Modernisierung der Metropole und mit dem Kino einen neuen Weg der Wunsch-Ökonomie andeutet.
Ronny Dombrowski schrieb beicinetastic.de: „Der mit bereits einem César ausgezeichnete neue Film von Bertrand Bonello versucht überaus authentisch den Blick auf die letzten Tage eines Pariser Edelbordells zu richten und legt dabei den Fokus auf die Sicht der Frauen. Trotz einer wirklich guten Kameraführung und einem guten Score kann dies jedoch nicht über die Durchschnittlichkeit dieses Films hinwegtäuschen, was vor allem an dem quälend langatmigen Drehbuch liegt.“

## Auszeichnungen
César 2012
- Beste Kostüme – Anaïs Romand
- Nominierung Beste Nebendarstellerin – Noémie Lvovsky
- Nominierung Beste Nachwuchsdarstellerin – Adèle Haenel
- Nominierung Beste Nachwuchsdarstellerin – Céline Sallette
- Nominierung Beste Kamera – Josée Deshaies
- Nominierung Beste Filmmusik – Bertrand Bonello
- Nominierung Bester Ton – Jean-Pierre Duret, Nicolas Moreau und Jean-Pierre Laforce
- Nominierung Bestes Szenenbild – Alain Guffroy

## Deutsche Produktion
Die deutsche Fassung wurde von TV+Synchron Berlin produziert.